# ربط الثدي

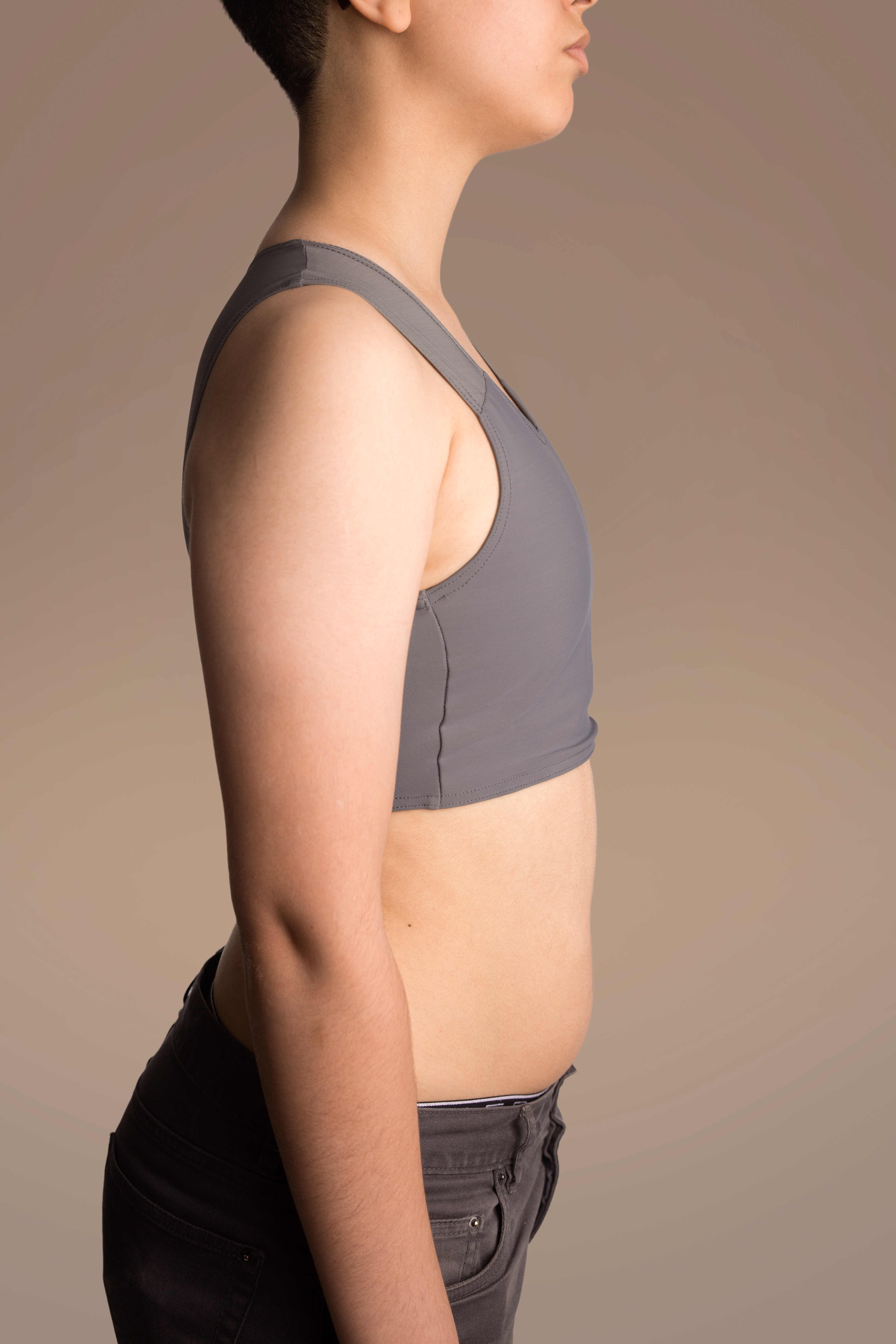
شخص يرتدي رابطًا للثديين.

ربط الثدي هو عملية تسطيح الثديين باستخدام مواد ضاغطة. يشير المصطلح أيضًا إلى المواد المستخدمة في هذه العملية. تشمل المواد الضاغطة الشائعة القطع القماشية، والضمادات المرنة وغير المرنة، والملابس الداخلية المصنعة خصيصًا (غالبًا من مادة الإسباندكس أو الألياف الاصطناعية الأخرى)، والقمصان عديدة الطبقات بقياسات ضيقة إلى الواسعة. تعد عملية ربط الثديين شائعة لدى الرجال المتحولين جنسيًا، وتطبق أيضًا من قبل الزنمردة، والأشخاص الذين ينتمون للنظام الجندري غير الثنائي، وأصحاب شهوة الملابس المغايرة، والكوسبلاي والاستعراضيون.
يمكن أن يتسبب استخدام القطعة القماشية أو الشريط بأذى جسدي مثل التشوه الدائم للثدي.

## الدوافع
هناك عدة أسباب تدفع البشر لربط الثديين:
- لشفاء أسرع بإنقاص الحركة بعد الأذيات أو الجراحة.
- من أجل الكوسبلاي والكروسبلاي والأشكال الأخرى من الأزياء.
- لإخفاء الثديين أو إخفاء نموهما.
- من أجل الجمال وفلسفة الجمال.
- لمظهر أقل أنثوية أو للمساعدة في التكيف كذكر.
- لكبح اضطراب الهوية الجندرية.
- للألعاب الرياضية.
- لتثبيط الرضاعة.[2]

تربط بعض المراهقات أثداءهن بمجرد دخولهن سن البلوغ. يعود هذا الفعل لأسباب متعلقة بالحياء (لا يردن أن يراهن أحد) والإحراج (لا يردن أن يعلم الآخرون أنهن بدأن بالنمو) أو لرغبتهن أن يعدن كما كنّ من قبل (لازلن لا يردن أن يمتلكن أثداء). ولهذا الفعل مخاطر محتملة إذ إن النسيج الآخذ بالنمو قد يتكيف مع الشكل المقيد، فيتسبب بتشوه دائم. قد يكون ربط الثديين لدى الإناث المراهقات عرضًا لاضطراب التشوه الجسمي.
الرجال المتحولون جنسيًا، والأشخاص الذين يعانون من اضطراب الهوية الجندرية، بالإضافة للنساء اللاتي طورن أثداء أكبر بسبب المعالجة المعيضة للهرمون أو جراحة تكبير الصدر قد يلجؤون لربط الثديين. قد يلجأ الرجال المتحولون جنسيًا أو الأشخاص ذوي الهوية الشخصية الأخرى (خاصة ذوي المظهر الذكري) لربط الثديين كبديل عن «جراحة الثديين» (استئصال الثديين) أو بانتظار إجرائها ليُعَامَلوا كذكور. قد يجد الرجال أيضًا أسبابًا للربط كطريقة للتحكم بالمظهر إذا ما عانوا من التثدي بدلًا من الجراحة أو أثناء فترة الانتظار ما قبل الجراحة.

## الطرق
يتواجد لباس داخلي مخصص الصنع أو ما يعرف باسم الرابطات أو الحمالات الرابطة (المصنوعة غالبًا من الإسباندكس أو الألياف الاصطناعية الأخرى)، وتستخدم لربط الصدر بشكل شائع. قد تعتبر هذه المواد أغلى من غيرها وليست سلعة شائعة ولكنها بشكل عام أقل خطرًا من البدائل.
تشمل مواد الربط الشائعة الأخرى القطع القماشية والضمادات المرنة وغير المرنة والقمصان عديدة الطبقات بقياسات ضيقة إلى الواسعة. يستُخدم الشريط اللاصق أيضًا ولكنه خطر ويجب تجنبه.

## الاختلاطات
لتقليل الاختلاطات، يُنصَح بأن تكون الطريقة أو المادة الضاغطة دائمًا مرخية ضمن حدودها العملية ولا يجب أن تُرتَدى لمدة أطول من ثماني ساعات. قد يؤدي الربط لفترات طويلة من الزمن إلى الطفح أو عدوى الخميرة تحت الثديين والآلام الظهرية والصدرية وضيق النفس وارتفاع الحرارة أو كسور الأضلاع.
قد يقود الربط غير الآمن إلى تشوه دائم في الثديين وندوب وحصار رئة، كما يؤثر الربط طويل الأمد سلبًا على نتيجة استئصال الثديين المستقبلي.
في دراسة واحدة عانى نحو 97.2% من المفحوصين من بعض المشاكل الصحية الناتجة عن الربط. وعلى الرغم من ذلك، لا نية لدى العديد منهم بطلب المساعدة الصحية بسبب قلة الوعي الملحوظة من قبل مختصي الرعاية الصحية، ويواصل هؤلاء الربط على أية حال لإيمانهم أن الفوائد تفوق المخاطر. في حال وجود أي قلق صحي، يميل مرتدو الرباط إلى طلب المساعدة من مختصي الرعاية الصحية المتعاطفين مع المتحولين جنسيًا، والذين لن يوصموا ممارسات الربط الخاصة بهم بالعار.

## التاريخ
استُخدم ربط الثديين في العديد من السياقات التاريخية. إذ إن ارتداء الكورسيه كان إحدى طرق إنقاص حجم الثديين. اختلفت النظرة للشكل الأنثوي عبر فترات الزمن المختلفة خلال التاريخ، وشمل ذلك الاستخدام الشائع للكورسيه على مدى التاريخ الأوروبي الغربي وصولًا للعصر الفيكتوري. يمكن اعتبار الكيمونو الياباني شكلًا متقنًا من الربط، على الرغم من أن حزام الأوبي  يُلَف حول القسم السفلي من الجسم في حين يُربَط الصدر بواسطة الساراشي. في عشرينيات القرن الماضي، ربطت الفتيات المتحررات صدورهن للوصول لأقل شكل تقليدي ممكن.